# Oeiras Challenger III 2022
L'Oeiras Challenger III 2022 è stato un torneo maschile di tennis professionistico. È stata la 7ª edizione del torneo, la 3ª del 2022, facente parte della categoria Challenger 80 nell'ambito dell'ATP Challenger Tour 2022, con un montepremi di 45 730 €. Si è svolto dal 20 al 26 giugno 2022 sui campi in terra rossa del Complexo Desportivo do Jamor di Oeiras, in Portogallo.

## Partecipanti

### Teste di serie
| Nazionalità | Giocatore               | Ranking* | Testa di serie |
| ----------- | ----------------------- | -------- | -------------- |
| Spagna      | Roberto Carballés Baena | 91       | 1              |
| Argentina   | Facundo Bagnis          | 108      | 2              |
| Cile        | Nicolás Jarry           | 136      | 3              |
| Brasile     | Daniel Dutra da Silva   | 236      | 4              |
|             | Evgenij Karlovskij      | 250      | 5              |
| Giappone    | Kaichi Uchida           | 258      | 6              |
| Svizzera    | Johan Nikles            | 260      | 7              |
| Francia     | Laurent Lokoli          | 268      | 8              |

* Ranking al 13 giugno 2022.

### Altri partecipanti
I seguenti giocatori hanno ricevuto una wild card per il tabellone principale:
- Pedro Araújo
- Tiago Cação
- João Domingues

Il seguente giocatore è entrato in tabellone come alternate:
- Kyrian Jacquet

I seguenti giocatori sono passati dalle qualificazioni:
- Alex Rybakov
- Pedro Boscardin Dias
- Thomaz Bellucci
- Lucas Gerch
- Oscar José Gutierrez
- Alexandar Lazarov

## Campioni

### Singolare
Kaichi Uchida ha sconfitto in finale  Kimmer Coppejans con il punteggio di 6–2, 6–4.

### Doppio
Sadio Doumbia /  Fabien Reboul hanno sconfitto in finale  Robert Galloway /  Alex Lawson con il punteggio di 6–3, 3–6, [15–13].